# Jacana del Carib
El Jacana del Carib (Jacana spinosa) és un ocell aquàtic de la família dels jacànids (Jacanidae) adaptat, com la resta de les espècies de la família, a caminar per sobre de la vegetació flotant.

## Hàbitat i distribució
Aiguamolls amb vegetació flotant, pastures empantanegades, estanys i rius tranquils d'Amèrica Central i el Carib, des del sud de Sinaloa i Tamaulipas, per les terres baixes d'ambdues vessants de Mèxic, incloent la Península de Yucatán, fins a l'oest de Panamà. A les Antilles les illes de Cuba, illa de la Juventud, Jamaica i Hispaniola.